# Władysław Sosna
Władysław Sosna (4. června 1933, Těšín – 19. srpna 2020, Děhylov) byl polský pedagog, turistický průvodce a popularizátor dějin Těšínska.

## Z díla
- Dookoła Beskidu Śląskiego, Katowice 1992.
- Historia parafii ewangelicko-augsburskiej w Golasowicach, Cieszyn 1993.
- Przez góry i przełęcze Beskidu Śląskiego, Katowice 1996.
- Kartki z dziejów Kościoła Jezusowego i polskich ewangelików w Cieszynie, Cieszyn 1999.
- Kościół Jezusowy w Cieszynie (mały przewodnik), Cieszyn 2002.
- 50 lat przewodnictwa PTTK na Ziemi Cieszyńskiej, Cieszyn 2002.
- 20 lat Oddziału Polskiego Towarzystwa Ewangelickiego w Cieszynie (1984–2004), Cieszyn 2004.
- Cieszyn, Przewodnik krajoznawczy, II. vyd., Cieszyn 2005.
- Kościół Jezusowy wśród sześciu kościołów łaski na Śląsku, Cieszyn [2009], spoluautor: Henryk Dominik
- Wędrówka wśród mogił, Cieszyn, 2010.
- Barwy luteranizmu na Śląsku Cieszyńskim. Wybór prac., Katowice 2015.